# Trewal warecho
Trewal warecho (Seriolella brama) – gatunek morskiej ryby z rodziny pompilowatych (Centrolophidae). Poławiana gospodarczo jako ryba konsumpcyjna.

## Występowanie
Występuje u wybrzeży południowej Australii, Tasmanii i Nowej Zelandii na głębokości od 50 do 400 m.

## Charakterystyka
Osiąga 75 cm długości. Srebrzyste ubarwienie z tęczowym połyskiem. Głowa czerwonawa z ciemną pręgą po bokach, czarna plama za krawędzią pokrywy skrzelowej. Połowy w 2005 roku wyniosły ok. 4066 ton. 
W Polsce popularniejszą rybą konsumpcyjną jest nieco mniejszy, 35-45-centymetrowy trewal srebrzysty (Seriolella porosa), poławiany w południowo-zachodniej części Oceanu Atlantyckiego u wybrzeży Argentyny, Brazylii i Urugwaju oraz w południowo-wschodniej części Oceanu Spokojnego w pobliżu brzegów Chile i Peru.